# Halictoxenos jonesi
Halictoxenos jonesi är en insektsart som beskrevs av Pierce 1908. Halictoxenos jonesi ingår i släktet Halictoxenos och familjen stekelvridvingar. Inga underarter finns listade i Catalogue of Life.